# STS-27
STS-27 (ang. Space Transportation System) – trzecia misja wahadłowca kosmicznego Atlantis i dwudziesta siódma programu lotów wahadłowców.

## Załoga
źródło
- Robert L."Hoot" Gibson (3)*, Dowódca (CDR)
- Guy Gardner (1), Pilot (PLT)
- Richard "Mike"  Mullane (2), Specjalista misji 1 (MS1)
- Jerry Ross (2), Specjalista misji 2 (MS2)
- William M. Shepherd (1), Specjalista misji 3 (MS3)

*(liczba w nawiasie oznacza liczbę lotów odbytych przez każdego z astronautów)

## Parametry misji
- Masa:
  - startowa orbitera: utajniona
  - lądującego orbitera: 86 651 kg
  - ładunku: 14 500 kg
- Perygeum: 437 km
- Apogeum: 447 km
- Inklinacja: 57,0°
- Okres orbitalny: 93,7 min

## Misja
Kolejna całkowicie wojskowa misja wahadłowca. Głównym celem misji było wyniesienie na orbitę wojskowego satelity rozpoznania radarowego Lacrosse 1.